# Saó de Samotràcia
Saó (grec antic: Σάων, llatí: Saon) fou un mític legislador de Samotràcia.
La llegenda el fa fill de Zeus amb una nimfa, o d'Hermes amb Rene. Va reunir els habitants dispersos de l'illa de Samotràcia i els va agrupar en un estat, que va regular per lleis. Pausànies menciona un mític personatge del mateix nom, Saó, que hauria descobert l'oracle de Trofoni, però era una persona diferent.